# Do Kaliyaan
«Do Kaliyaan» (хинди दो कलियाँ, прибл. знач. «два бутона») — цветной музыкальный индийский фильм 1968 года на хинди режиссёрского дуэта Кришнан-Панджу, ремейк их же фильма на тамильском языке «Kuzhandaiyum Deivamum» 1965 года по мотивами повести «Проделки близнецов» немецкого писателя Эриха Кестнера.

## Сюжет
Сюжет фильма очень близко повторяет более ранний фильм на тамильском, с поправкой на другой язык и изменённые под него диалоги и музыкальные номера, имена персонажей и исполнение ролей другими актёрами.
Студент колледжа Чандрашекхар (для друзей просто Шекхар) влюбляется в свою однокурсницу Киран, дочь богатой семьи владельцев местного бизнеса. Несмотря на разницу в характерах, со временем любовь становится обоюдной, однако на её пути становится мать Киран — настоящая глава своей семьи и семейной компании, управляющая ими железной рукой и настроенная против зятя-голодранца. Мягкохарактерный Шекхар готов отступиться, однако перенявшая характер от матери Киран уговаривает мать согласиться на их брак — хотя не ранее, чем та испытывает будущего зятя и убеждается в его уме и интеллигентности. После свадьбы Шекхар переезжает в дом тёщи и начинает работать менеджером в её компании.
Проходит время. Шекхар и Киран становятся родителями двойняшек Ганги и Джамуны, однако весь этот год у Шекхара копится усталость от постоянного контроля тёщи. В конце концов, он взрывается и решает уйти из этого дома вместе с женой и детьми, но из-за недопонимания с женой, в итоге уходит один, забрав одну из дочерей, Гангу. Они переезжают в Сингапур, где после некоторых злоключений Шекхар находит работу, а потом и становится членом правления успешной фирмы. Тем временем, Киран пытается найти мужа и дочь, но безрезультатно.
Проходит несколько лет, и Шекхар вместе с Гангой возвращаются в родной город, где случайно устраивает дочь в ту же школу и класс, где уже учится другая дочь Киран, Джамуна. У девочек большое внешнее сходство (скрываемое, правда, разным стилем одежды и причёсок) и схожие таланты, однако они очень различны по характеру — Ганга скромна и дисциплинирована, а росшая под бабушкиным влиянием Джамуна горда до самонадеянности, — и долгое время не подозревают о своей связи. Тем временем в доме Шекхара появляются новые персонажи — он нанимает для дочери преподавательницу традиционного танца, и к нему обращается за помощью друживший с Шекхаром и Киран со студенческом скамьи Махеш, сейчас сидящий без работы. В благодарность за приют он заботится о Ганге, а также предпринимает усилия, чтобы восстановить семью друга, однако выясняется, что у учительницы и её матери, постепенно вселившихся в дом нанимателя, тоже есть на него планы.
Девочки продолжают учиться вместе, в отчаянном соперничестве, доходящем до потасовок. В конце концов, когда они устраивают драку во время школьной поездки в лагерь, их лишают общих развлечений вокруг костра, запирая вместе на всю ночь, и уединение позволяет им примириться друг с другом, а потом и осознать, что они родные сёстры. Как и в оригинальной истории, девочки, одна из которых давно тоскует по матери, а другая по отцу, решают поменяться местами. Родные удивлены их резко усилившейся любовью к родителям и другим изменениям в их поведении; только Махеш оказывается достаточно проницательным, чтобы вызвать «Гангу» на откровенный разговор и выяснить у неё секрет, однако обещает не выдавать Джамуну и помочь их плану. В итоге опасных приключений семьи родители девочек примиряются и семьи воссоединяются.

## В главных ролях
- Бисваджит[англ.] — Шекхар
- Мала Синха[англ.] — Киран
- Нигар Султана[англ.] — мать Киран
- Ом Пракаш[англ.] — отец Киран
- Сония Сингх («Бэби Сония») — сёстры Ганга и Джамуна
- Мехмуд Али[англ.] — Махеш (друг Шекхара)
- Манорама — Мадхумати (преподавательница индийского танца)

Так как фильм был снят на волне успеха «Kuzhandaiyum Deivamum» и его ремейка на телугу «Letha Manasulu» (1966), исходно планировалось, что роль близнецов сыграет Кутти Падмини, сделавшая это в первых двух фильмах. В ходе съёмок версии на хинди, однако, стало понятно, что юная актриса «переросла» свою роль, которая в итоге была передана девятилетней Сонии Сингх (позднее получившей известность под именем Ниту Сингх).

## Съёмочная группа, особенности производства и проката фильма
- Компания производства и первичного распространения фильма — AVM Productions[англ.], в лице продюсеров Муругана Кумарана, М. Сараванана и М. Муругана
- Режиссёр — Кришнан-Панджу[англ.]
- Автор сценария — Джавар Ситараман[англ.], по мотивам фильма «Ловушка для родителей» (1961), в свою очередь основанного на книге «Проделки близнецов»[нем.] Эриха Кестнера.
- Диалоги — Мукхрам Шарма.
- Художник-постановщик — А. К. Секар
- Операторы — С. Марути Рао
- Монтаж — С. Панджаби, Р. Витталь
- Композитор — Рави Шанкар Шарма[англ.]

Фильм был выпущен в прокат 1 января 1968 года, при этом не обошлось без курьёзов. По информации книги Pride of Tamil Cinema, в процессе производства фильма компания AVM Productions заключила соглашение с крупным бомбейским кинотеатром Dream Land о прокате фильма, однако непосредственно перед началом проката в Бомбее владельцы театра отказались исполнять договорённость, собираясь в тот же день запустить обещавший больший успех фильм с Раджешем Кханной в главной роли. В ответ на это AVM Productions купили разорившийся театр напротив, отреставрировали его за свой счёт, переименовали в New Super Cinema и запустили прокат там, добившись, как и в большинстве кинотеатров, большого успеха, в то время как показ фильма Кханны в Dream Land провалился.
В то время, как картина не достигла степени успеха тамильского фильма, она оценивается как «серебряный хит» и одна из заметных работ в карьерах Мала Синхи и Ниту Сингх

### Саундтрек
Песни к фильму были написаны композитором Рави Шанкаром Шармой на слова песенника Сахира Лудхианви, и записаны ведущими закадровыми вокалистами Болливуда. Саундтрек фильма был выпущен в конце 1968 года звукозаписывающей компанией Saregama. Ниже приведён состав саундтрека картины по данным iTunes:
| №                   | Название                                | Исполнители                   | Длительность |
| ------------------- | --------------------------------------- | ----------------------------- | ------------ |
| 1.                  | «Muslim Ko Taslim Arz Hai»              | Манна Дей                     | 4:12         |
| 2.                  | «Tumhari Nazar Kyun Khafa (love theme)» | Рави Шанкар Шарма             | 1:23         |
| 3.                  | «Tumhari Nazar Kyun Khafa (sad theme)»  | Рави Шанкар Шарма             | 1:42         |
| 4.                  | «Yeh Sama Yeh Ritu Yeh Nazare»          | Лата Мангешкар, Мохаммед Рафи | 4:16         |
| 5.                  | «Bachche Man Ke Sachche»                | Лата Мангешкар                | 3:40         |
| 6.                  | «Sajna O Sajna Aise Mein Ji Na Jala»    | Аша Бхосле                    | 4:20         |
| 7.                  | «Murga Murgi Pyar Se Dekhe»             | Лата Мангешкар                | 4:07         |
| 8.                  | «Chit Nandan Aage Naachoongi»           | Аша Бхосле                    | 2:24         |
| Общая длительность: | Общая длительность:                     | Общая длительность:           | Всего: 26:04 |